# Браун, Бэзил
Бэзил Джон Уэйт Браун (англ. Basil John Wait Brown; 22 января 1888 — 12 марта 1977) — английский археолог-самоучка и астроном, который в 1939 году обнаружил и раскопал захоронение англосаксонского корабля VII века в Саттон-Ху, которое называют «одним из самых важных археологических открытий в истории».
Хотя Брауна описывали как археолога-любителя, его карьера в качестве оплачиваемого работника на раскопках в провинциальном музее длилась более тридцати лет.

## Молодость
Бэзил Браун родился в 1888 году в Баклшеме, к востоку от Ипсвича, в семье Джорджа Брауна (1863 −1932) и Шарлотты Уэйт (около 1854—1931), дочери Джона Уэйта из Грейт-Баррингтона, Глостершир. Его отец был фермером, колесником и агентом Королевской страховой компании. Вскоре после его рождения Брауны переехали на Черч Фарм недалеко от Рикингхолла, где его отец стал арендатором. С пяти лет Бэзил изучал астрономические тексты, доставшиеся ему в наследство от деда. Позже он учился в школе Рикингхолл, а также получил частные уроки. С раннего возраста его можно было заметить копающим что-то в полях. В 12 лет он бросил школу, чтобы работать на отцовской ферме.
Посещая вечерние классы, Браун получил сертификат по рисованию в 1902 году. В 1907 году он получил диплом с отличием по астрономии, географии и геологии, обучаясь заочно в колледже Хармсворта. Используя учебники и радиопередачи, Браун выучил латынь и научился бегло говорить по-французски, а также приобрёл некоторые знания греческого, немецкого и испанского языков. Хотя в начале Первой мировой войны Браун был объявлен непригодным для военной службы по медицинским показаниям, он служил добровольцем в Медицинской службе Вооружённых сил Саффолка с 16 октября 1918 года по 31 октября 1919 года. 27 июня 1923 года Браун женился на Дороти Мэй Олдфилд (1897—1983), домашней прислуге и дочери Роберта Джона Олдфилда, который работал главным плотником в поместье Рэмплингем . Бэзил и Мэй жили и работали на ферме его отца даже после смерти Джорджа Брауна, и Мэй взяла на себя работу на молочной ферме. Они едва сводили концы с концами, частично из-за увлеченности Брауна астрономией, а частично из-за небольшого размера фермы.
К 1934 году фермерское хозяйство стало настолько убыточным, что Браун отказался от него. В августе 1935 года он и Мэй сняли коттедж под названием «Камбрия» на улице Рикингхолл, где они прожили до самой смерти, купив его в 1950-х годах.

## Астрономические работы
27 ноября 1918 года Браун вступил в Британскую астрономическую ассоциацию по приглашению Уильяма Фредерика Деннинга и Грейс Кук. Ранним утром 7 мая 1924 года Браун наблюдал заключительные стадии прохождения Меркурия по диску Солнца в телескоп с диаметром линзы в 2 дюйма (50 мм). В том же году он опубликовал статьи по астрономическому картированию и каталогизации в журналах The English Mechanic и World of Science . В ознаменование столетия со дня смерти Стивена Грумбриджа Браун опубликовал о нём статью в журнале BAA в 1932 году. Также в 1932 году были опубликованы « Астрономические атласы, карты и диаграммы: историческое и общее руководство» Брауна, над которыми он работал с 1928 года. Браун проводил наблюдения метеоров, полярного сияния и зодиакального света для БАД. Однако в 1934 году тяжелые финансовые обстоятельства вынудили Брауна отказаться от членства. Астрономические атласы были достаточно популярны, чтобы их переиздать в 1968 году, и его издатель описал их как «заполнение необъяснимого пробела в литературе».

## Археологическая карьера
В свободное время Браун продолжал исследовать сельскую местность на севере Суффолка в поисках римских руин. Заинтригованный расположением древних памятников, он с помощью компаса и измерений обнаружил восемь средневековых зданий (одно в Бургате, где родился его отец), определил римские поселения и проследил направления древних дорог.
Его исследования римских гончарных изделий привели в 1934 году к открытию, раскопкам и успешному перемещению в Ипсвичский музей в 1935 году римской печи для обжига в Уоттисфилде. Так Браун познакомился с Гаем Мейнардом, хранителем музея (с 1920 по 1952 г.), и Х. А. Харрисом, секретарем Саффолкского института археологии. Он обратился к Мейнарду с просьбой поработать в музее на договорной основе. Его первый контракт с музеем и Саффолкским институтом был заключен на 13 недель в 1935 году, с оплатой в 2 фунта стерлингов в неделю. В Стэнтоне Браун обнаружил римскую виллу, что привело к раскопкам, которые продлились три сезона в 1936—1938 годах (до 1939 года, по словам Мейнарда). Археологические работы начали приносить ему полурегулярный доход, но при более низкой заработной плате в 11 фунтов 10 шиллингов в неделю, что меньше минимальной зарплаты в сельском хозяйстве, так что ему пришлось продолжить работу в качестве страхового агента. Он также поступил в полицию в качестве специального констебля.

## Раскопки в Саттон-Ху

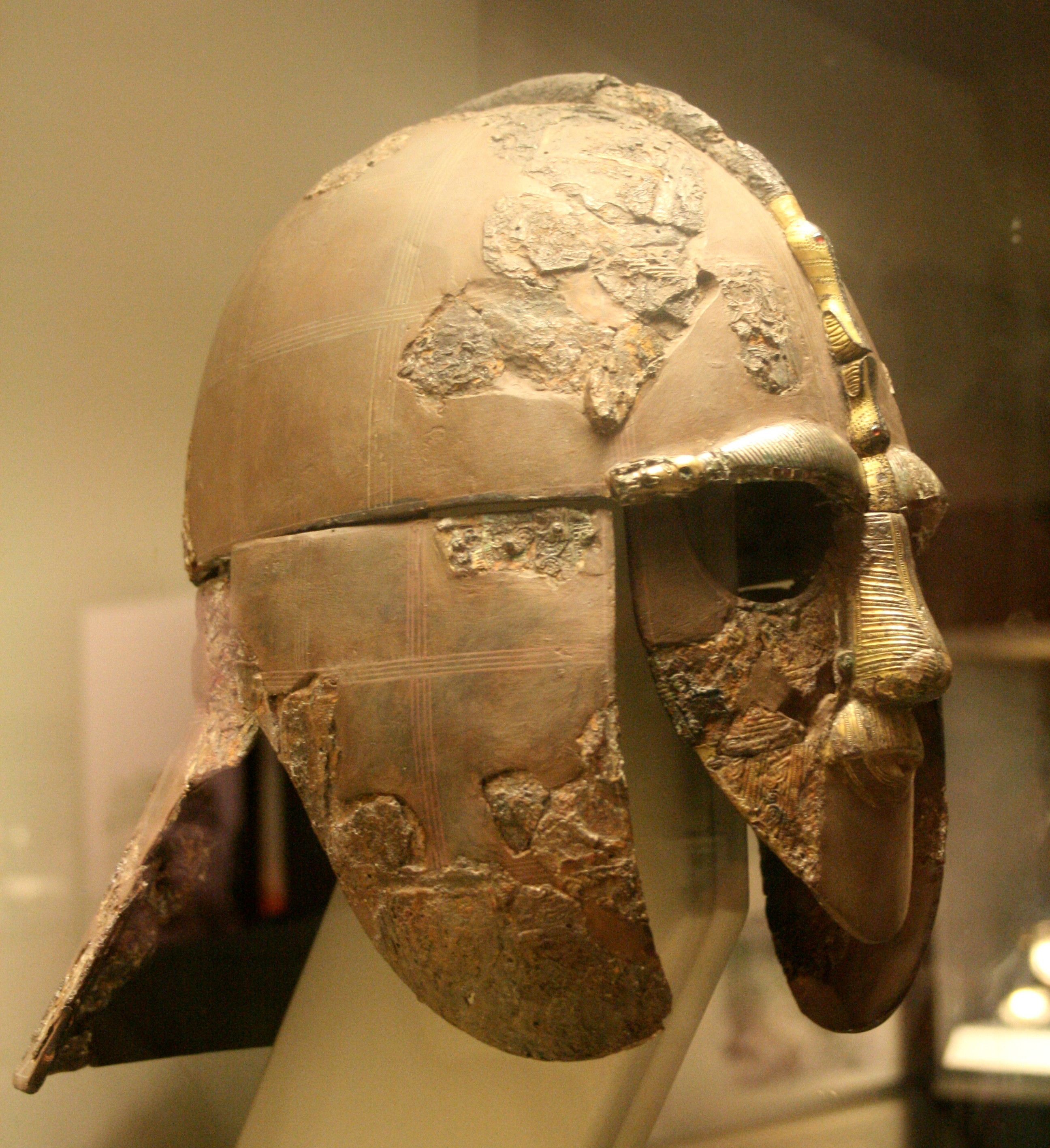
Шлем Саттон-Ху, обнаруженный при раскопках Брауна

Землевладельцу Эдит Мэй Притти (1883—1942) было интересно узнать, что находится в восемнадцати древних курганах на территории её поместья Саттон-Ху на юго-востоке Саффолка. На фестивале 1937 года в соседнем Вудбридже Притти обсудила возможность раскопать их с Винсентом Б. Редстоуном, членом нескольких исторических и археологических обществ. Редстоун пригласил куратора музея Ipswich Corporation Гая Мейнарда на встречу с Притти в июле 1937 года, и Мейнард поручил Брауну начать раскопки.
Ферма Саттон-Ху получила свое название частично от ближайшего прихода в Саттон и его деревни, где 77 семей проживали ещё с 1086 года Саттон — это сложное существительное, образованное от древнеанглийских слов sut (юг) и tun (замкнутое поселение или ферма). Ферма и её курганы были отмечены на картах уже в 1601 году, когда Джон Норден включил их в свой обзор имений сэра Майкла Стэнхоупа. К XIX веку (1834—1865 гг.) Эта земля была известна как «Хау», «Хоу», и, в конечном итоге, «Ферма Ху». «Ху», вероятно, означает «холм» — возвышенность в форме каблука от древнеанглийского hóh или hó (похожего на немецкое hohe), которое иногда ассоциируется с местом захоронения.

### Июнь — август 1938 года
Мейнард освободил Брауна от работы в Ипсвичском музее на июнь — август 1938 года, в это время Притти платила ему 30 шиллингов в неделю. Прибыв на место 20 июня, Браун поселился на время у шофера Притти в Транмер-Хаусе, который тогда назывался Саттон-Ху-Хаус. Он привез с собой книги, охватывающие время от бронзового века до англосаксонского периода, и некоторые отчеты о раскопках. Учитывая ограничение по времени в две недели, Браун решил скопировать методы рытья траншей, использованные при раскопках курганов железного века в 1934 году на холме Уорборо в Норфолке, где применялись аналогичные временные ограничения.
С помощью рабочих Притти Браун раскопал три кургана, обнаружив, что они были захоронениями со следами грабежа в Средние века.
Браун первым занялся тем, что позже было названо Курган 3. Вначале он ничего не нашёл, но свидетельства указывают на то, что внизу была выкопана чаша. Следуя рекомендации Мейнарда, Браун удалил почву и обнаружил «могильное отложение», смещенное от центра насыпи. Его местонахождение, возможно, было связано с изменением формы кургана с течением времени или с удалением части его материала. Была найдена ранняя саксонская керамика, лежащая на узком деревянном подносе длиной 6 футов — «просто полоска гнилых древесных волокон», плюс железный топор, который Мейнард позже назвал «скандинавским». Притти решила открыть другие курганы, и были выбраны ещё два.
В месте, которое затем было названо Курган 2, Браун использовал направление с востока на запад от раскопанной доски, найденной в Кургане 3, чтобы выровнять траншею шириной 6 футов. С внешней стороны периметра кургана 7 июля 1938 года он начал копать поверхность в направлении кургана. Была обнаружена корабельная заклепка, черепки бронзового века и бусина. 11 июля Браун обнаружил ещё несколько корабельных заклепок и попросил музей Ипсвича переслать материалы о захоронении корабля Снейпа, раскопанном в 1862—1863 годах. Притти отправила письмо, чтобы договориться о встрече Брауна с куратором музея Олдборо, где хранились артефакты с раскопок Снейпа. Мейнард прислал рисунок, который был получен 15 июля, и на нем был виден образец заклепок лодки Снейпа. 20 июля Брауна отвез в Олдборо шофер Притти где он обнаружил, что заклепки Саттон-Ху очень похожи на заклепки Снейпа. По возвращении в Саттон-Ху, была обнаружена форма корабля с одним заостренным концом. Казалось, что она была разрезана пополам, и одна половина, возможно, использовалась как прикрытие для другой половины. Свидетельства указывали, что это место было разграблено, так как верхняя половина корабля отсутствовала. Были обнаружены признаки кремации, а также позолоченный Умбон и осколки стекла.
Браун раскопал то, что позже было названо курганом 4, который, как он обнаружил, был разграблен и не представлял археологической ценности.
В августе 1938 года Браун вернулся к работе в Ипсвичском музее, вернувшись на раскопки в Стэнтон-Чаре. Тем временем Мейнард написал в музей острова Мэн, чтобы узнать больше о захоронениях кораблей.

### Май — август 1939 года
По просьбе Мейнарда, из-за его интереса к найденому топору, Браун вернулся к работе в Саттон-Ху на второй сезон. 8 мая 1939 года он начал раскопки кургана 1, самого большого кургана. На этот раз ему помогали садовник Джон Джейкобс и егерь Уильям Спунер.
11 мая он обнаружил железные заклепки, похожие на те, что были найдены во 2-м кургане, но большего размера, что позволяет предположить, что парусное судно было даже больше, чем лодка, найденная ранее. Браун поехал на велосипеде в Ипсвич, чтобы доложить о находке Мейнарду, который посоветовал ему действовать осторожно, нанеся отметки по периметру отпечатка корабля и его заклепок. Браун обнаружил не только отпечаток, оставленный на песчаной почве 27-метровым кораблем VII века нашей эры, но и свидетельства грабителей, которые остановились до того, как достигли уровня могильника. Основываясь на знаниях о захоронениях кораблей в Норвегии, Браун и Мейнард предположили, что погребальную камеру покрывала крыша. Осознавая потенциальное значение находки, Мейнард порекомендовал Притти привлечь к работе Отдел британских древностей Британского музея. Притти возражала против возможной приостановки раскопок на неопределенный срок, но ни Браун, ни Мейнард не хотели продолжать. Мэйнард предположил, что лодка была кенотафом, поскольку никаких доказательств наличия тела обнаружено не было, и к 1963 году он все ещё придерживался своего мнения.

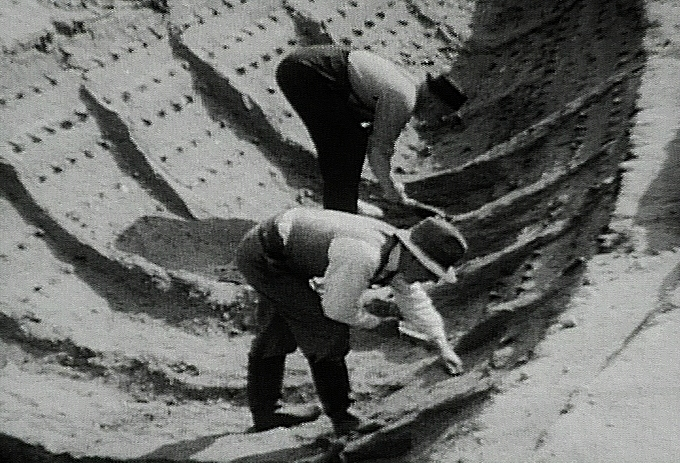
Бэзил Браун (впереди) и лейтенант-коммандер. Дж. К. Д. Хатчисон проводил раскопки корабля-захоронения 7-го века в Саттон-Ху в 1939 году

Чарльз Филлипс, научный сотрудник Селвин-колледж в Кембридже, услышал слухи о раскопках во время посещения Музея археологии и антропологии своего университета на Даунинг-стрит в Кембридже, а также о запросах в Музее острова Мэн о захоронениях кораблей викингов. Он договорился о встрече с Мейнардом, и 6 июня они поехали в Саттон-Ху из Ипсвича, чтобы посетить это место. Филлипс предложил позвонить и проинформировать Британский музей и Департамент древних памятников.
Встреча, состоявшаяся тремя днями позже в Саттон-Ху между представителями Британского музея, Управления работ, Кембриджского университета, Ипсвичского музея и Института Саффолка, давала Филипсу контроль над раскопками, начиная с июля. Брауну разрешили продолжить, и 14 июня он обнаружил погребальную камеру, а затем и корму корабля. В 1940 году Томас Кендрик (хранитель отдела британских и средневековых древностей Британского музея) предположил, что место захоронения принадлежало Редвальду из Восточной Англии.
Поселившись 8 июля в отеле Bull в Вудбридже, Филлипс возглавил раскопки 11 июля. Работая в Управлении работ, он собрал команду, в которую вошли У. Ф. Граймс, О. Г. С. Кроуфорд, Стюарт Пигготт и Пегги Пиггот . 21 июля Пегги Пиггот обнаружила первые признаки того, что позже оказалось 263 предметами. Филлипс и Мейнард разошлись во мнениях, из-за чего Филлипс отстранил Ипсвичский музей от раскопок. Пресса узнала о значении находки к 28 июля.
Браун продолжал работать на этом месте в соответствии со своим контрактом с Эдит Притти, хотя ему было отказано в раскопках погребальной камеры, которую он обнаружил.
14 августа Браун дал показания в ходе разбирательства о принадлежности клада, в результате которого было решено, что находки, перевезенные в Лондон на хранение из-за угрозы войны и спрятанные под землей на станции метро Олдвич, принадлежат Притти. Работая с сельскохозяйственным рабочим, Браун позаботился о том, чтобы покрыть раскопанное место корабля рогожей и папоротником.
Браун снова вернулся к своей работе в Stanton Chare в конце 1939 года

## После Саттон Ху

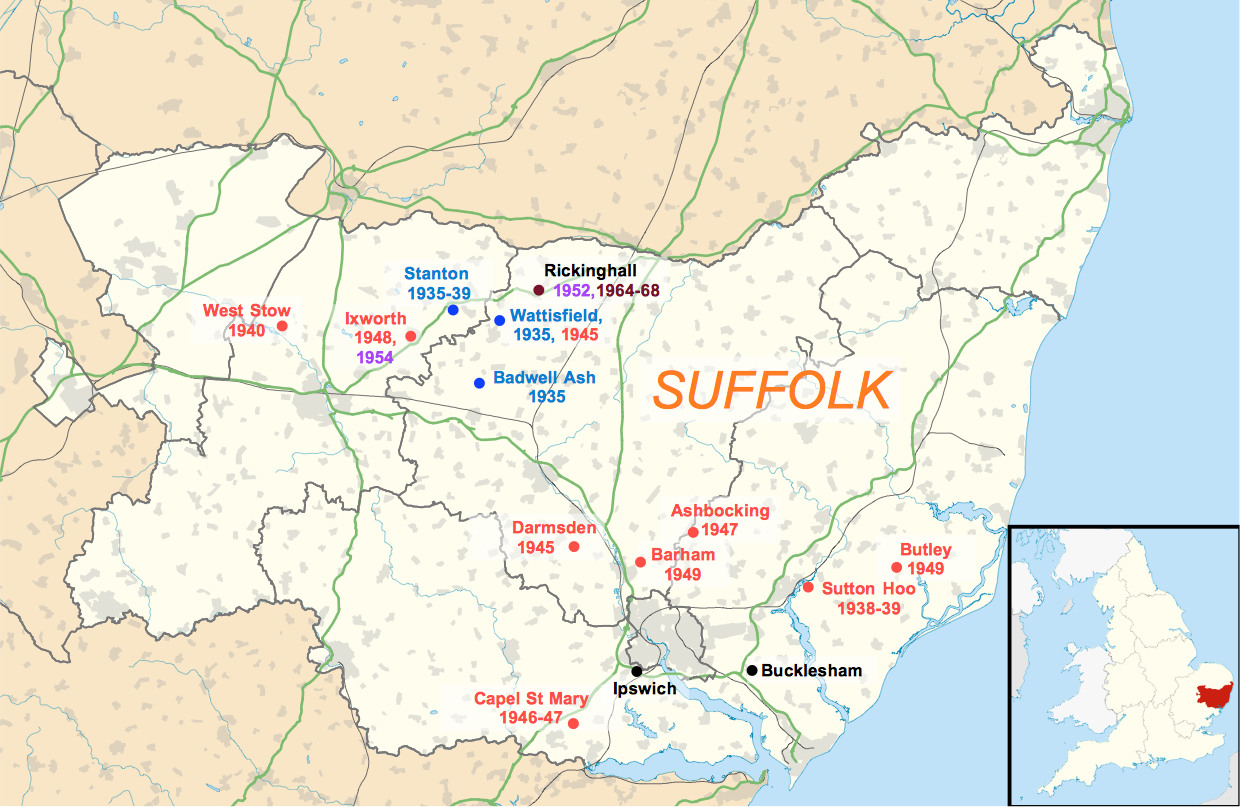
Места в Саффолке, где Браун проводил раскопки с 1935 по 1968 год

Во время Второй мировой войны Браун выполнил несколько археологических работ для Ипсвичского музея, но в основном занимался гражданской обороной в Саффолке. Он служил в Военно-морском флоте, институтах армии и ВВС, а также на посту Королевского корпуса наблюдателей в Миклвуд-Грин.
После войны Брауна снова наняли в Ипсвичский музей, номинально в качестве «помощника», но для археологических работ. Он присоединился к Ипсвичскому и Окружному обществу естествознания, а затем к Окружному астрономическому обществу (1950—1957), когда оно отделилось от первого. В 1952 году он провел раскопки в Рикингхолле, в ходе которых были обнаружены давно исчезнувшая «Lady Chapel», Часовня Леди и нормандскую купель в Нижней церкви. Вплоть до 1960-х годов он неуклонно продолжал систематическое изучение археологических останков в Саффолке, повсюду проезжая на велосипеде и проводя чрезвычайно обширную (хотя иногда и неразборчивую) запись относящейся к ним информации. В 1961 году Браун ушёл из Ипсвичского музея, но продолжал проводить раскопки в Брум-Хиллз в Рикингхолле с 1964 по 1968 год Он обнаружил доказательства присутствия неолита, римского присутствия и место, где находился дом саксонского дворянина.

## Смерть
В 1965 году во время раскопок Брум-Хиллз Браун перенес инсульт или сердечный приступ, что положило конец его активному участию в археологических раскопках. Он умер 12 марта 1977 года от пневмонии в своем доме «Камбрия» в Рикингхолле и был кремирован в Ипсвиче 17 марта.

## Наследие
Уважение к Брауну подтверждается усилиями, предпринятыми членами Саффолкского института по обеспечению его пенсией. Ученый Саттон-Ху Руперт Брюс-Митфорд обеспечил Брауну пенсию по цивильному листу в размере 250 фунтов стерлингов в 1966 году. Хотя он никогда не публиковал материалы о своей археологической работе в качестве единственного автора его тщательно хранимые записные книжки, включая фотографии, планы и рисунки, теперь хранятся Археологической службой Совета графства Саффолк и Ипсвичским архивом. Он познакомил целое поколение молодежи с процессами археологии и увлекательностью того, что находится под вспаханными полями в округе.
Вклад Брауна в археологию был отмечен в 2009 году мемориальной доской в Нижней церкви Рикингхолла. Тем не менее, его работа в Саттон-Ху по-прежнему остается без внимания. Мемориальная доска свидетельствует об уважении среди археологов Суффолка, историков и местных жителей. Предметы, найденные в Саттон-Ху в результате его первоначальных раскопок, продолжают время от времени изучаться с помощью современных научных методов в Британском музее — что позволило совсем недавно получить дополнительную информацию о происхождении битума, найденного в погребальном инвентаре. Ежегодная мемориальная лекция имени Бэзила Брауна от его имени была учреждена Обществом Саттон Ху, которое поддерживает исследования на месте величайшего открытия Брауна. Улица в Рикингхолле, деревне, где жил Браун, получила название Бэзил Браун Клоуз.

## В кино
В фильме 2021 года Раскопки, Бэзила Брауна играет Рэйф Файнс.